# Karl Berbuer

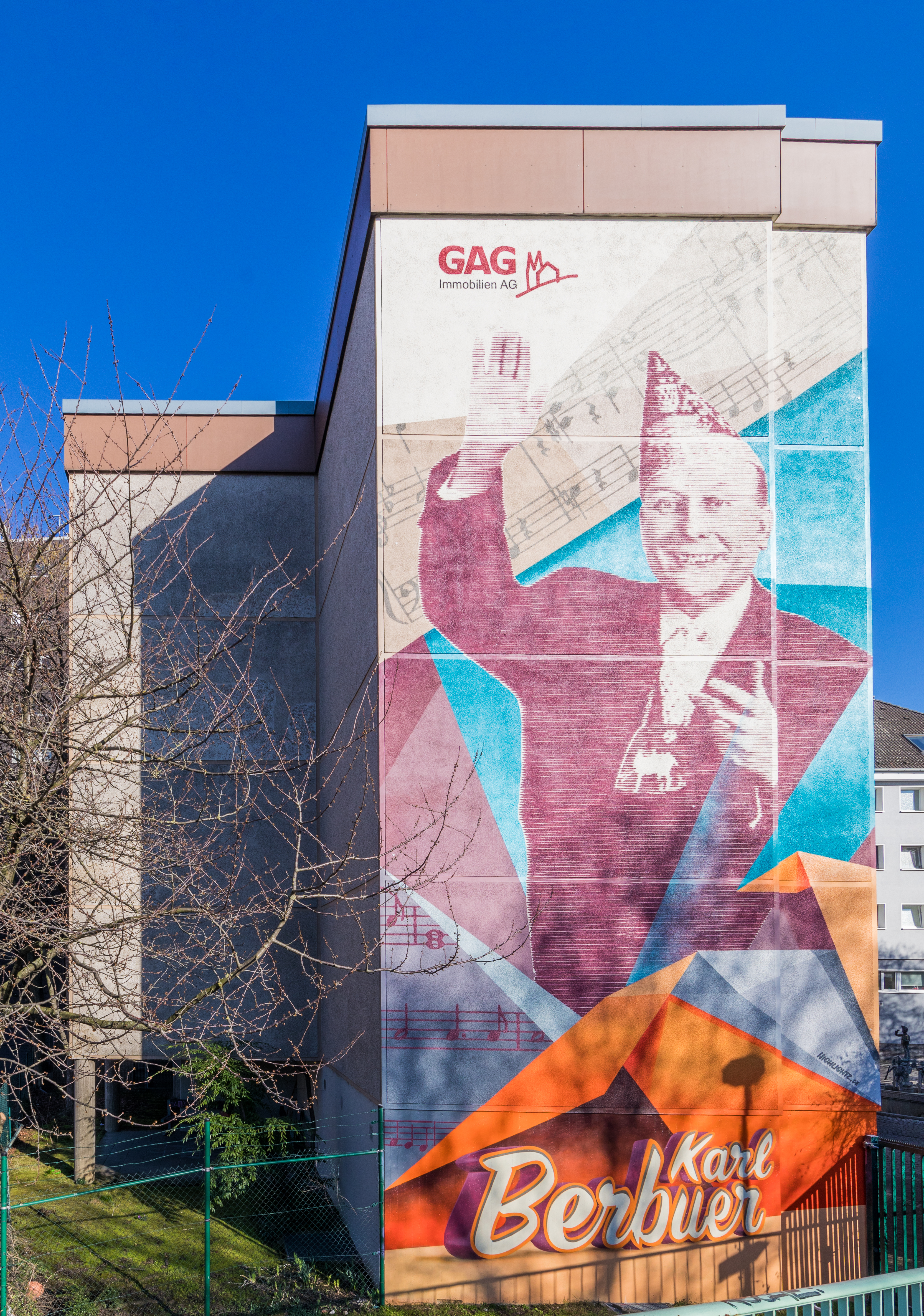
Karl Berbuer auf einem Wandgemälde an einem Wohnhaus am Karl-Berbuer-Platz, Köln

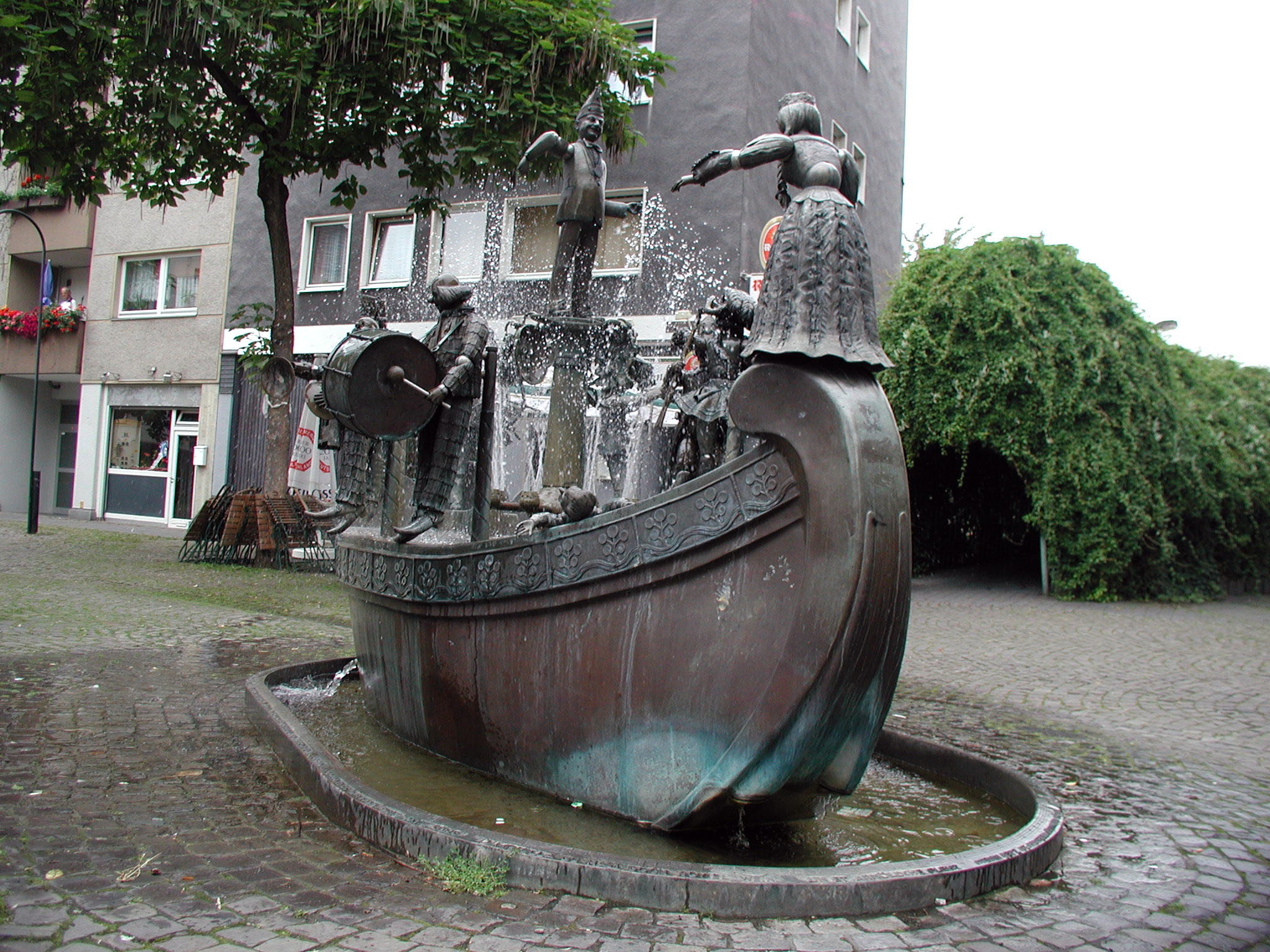
Der Narrenschiffbrunnen auf dem Karl-Berbuer-Platz in Köln

Karl Berbuer (* 26. Juli 1900 in Köln; † 17. November 1977 ebenda) war ein deutscher Komponist, Krätzchen- und Schlagersänger. Zu seinen bekanntesten Stücken gehören die Karnevalslieder Heidewitzka, Herr Kapitän (1936) und der Trizonesien-Song (1948).  

## Leben und Werk
Im bürgerlichen Beruf war Berbuer Bäcker. 1919 ging er als Laienschauspieler an die Schneider-Clauß-Bühne, ab 1924 wurde er im Kölner Karneval aktiv; in diesem Jahr sang er bei einer von der britischen Besatzung verbotenen Karnevalsveranstaltung sein gegen die Besatzer gerichtetes Lied Se kriggen ons nit kapott. 
Berbuer schrieb mehr als 120 Lieder und Couplets, von denen viele noch heute gesungen werden. Zu seinen bekanntesten Werken gehört etwa der Karnevalsschlager Heidewitzka, Herr Kapitän (1936). Die Einnahmen aus diesem Lied waren für Berbuer eine „ausgezeichnete lebenslängliche Rente“. In den Anfangsjahren der Bundesrepublik Deutschland diente das Lied gelegentlich als Ersatz-Hymne; so wurde Bundeskanzler Konrad Adenauer bei seinem Besuch 1953 in Chicago mit Heidewitzka, Herr Kapitän empfangen. 1939 verkaufte Berbuer dem Spiegel zufolge 300.000 Exemplare von Das kannst du nicht ahnen (Du munteres Rehlein, Du), ein für damalige Verhältnisse hoher Umsatz. Die Einnahmen aus der Halbjahres-Abrechnung betrugen 12.000 Reichsmark (entspricht heute etwa 63.000 EUR). Am 24. Juni 1940 beantragte er die Aufnahme in die NSDAP und wurde zum 1. Juli desselben Jahres aufgenommen (Mitgliedsnummer 8.059.096).
Der Trizonesien-Song (Wir sind die Eingeborenen von Trizonesien, Dezember 1948) nahm satirisch Bezug auf die Nachkriegsaufteilung Westdeutschlands in Besatzungszonen und wurde ebenfalls als Hymne bei Siegerehrungen im Sport verwendet. Weitere bekannte Kompositionen Berbuers sind O Mosella (1947), Un et Arnöldche fleut (1950) und das Camping Leed (Do laachs do dich kapott, dat nennt m’r Camping) (1954).
Berbuer wurde auf dem Kölner Südfriedhof (Flur 83) beerdigt. Im Severinsviertel ist der Karl-Berbuer-Platz (50° 55′ 41″ N, 6° 57′ 25″ O) nach ihm benannt. Der dort 1987 von Bonifatius Stirnberg errichtete bronzene Brunnen trägt ebenfalls seinen Namen; er stellt ein Narrenschiff mit Figuren einiger seiner Lieder dar.

## Lieder (Auswahl)
- Heidewitzka, Herr Kapitän (1936)
- Das kannst du nicht ahnen (Du munteres Rehlein, du) (1938)
- Dat ess ärgerlich / Die Hüsger bunt om Aldermaat (1938) Grammophon 2839
- Eß dat dann nix, Marie (1938)
- Ich hab so Sehnsucht nach den Bergen am Rhein (1944)[12]
- Wenn die Soldaten rangehn (1944)[12]
- O Mosella / Heija Popeija (1947)
- Wenn jetz de Heinzelmänncher köme / Do häs ene Schisselawupptig (1947)
- Trizonesien-Song (Wir sind die Eingeborenen von Trizonesien) / Kann man denn nüchtern sein (17. Dezember 1948)
- Friedenspfeifen-Samba / Et Plöckleed (Jo d’r eschte Plöck es prima) (Polydor #48262; 28. Oktober 1949)
- Un et Arnöldche fleut (1950)
- Nor am Dreikünningepöötzge (1953)
- Ist denn dein Herz noch frei
- Ja, das sind Sächelchen
- Camping Leed (Do laachs do dich kapott, dat nennt m’r Camping) (1954)
- Wie im Schlaraffenland (1955)
- Rheinland-Weinland-Walzer (Das ist im Rheinland, im Weinland so wunderschön) (1956)
- Agrippina Agrippinensis
- Siehste wohl, du süße Maus (so gleicht sich alles wieder aus)
- Die Milchbar (Wenn do mir jetz sähs ...)
- Kann man denn nüchtern sein? (wenn man den Rheinwein trinkt)
- Mündchen auf – Tröpfchen drauf!
- Ich kann von der Luft allein nun einmal nicht leben
- Wat solle mir en d’r Sahara? / Dat Leed vun der Geiß (Orchester Will Glahé; 1958)
- Husch, husch ins Körbchen
- Williman am Kiliman...dscharo
- Das ist ein Ding
- Jedem Dierche sie Pläsierche (1960)
- Wir holen alles nach
- Kölle am Rhing (Wat han se dech besunge)
- Heut’ hat man für alles Ersatz
- Blömcher, schön wie em Mai
- Je älter wir werden (je schöner)
- Das La(h)ma
- Dat Rudekirchener Kapellche
- Aber dann ... dann kütt der Karneval
- La Päd, la Fott, la Finster (1971)
- Wenn dat esu es...
- Jo die Cowboys vom Rheinesstrand
- Bravo Bravissimo (1976)

## Auszeichnungen
Karl Berbuer war Träger der Willi-Ostermann-Medaille.